# Salado de Priego
El río Salado de Priego es un río del sur de la península ibérica, perteneciente a la cuenca hidrográfica del Guadalquivir, que discurre íntegramente por el territorio del sur de la provincia de Córdoba. 

## Curso
El Salado de Priego nace en la sierra de Albayate, en el término municipal de Priego de Córdoba, de un manantial de aguas salinas que le aporta la salinidad que caracteriza al río y donde aún quedan restos de antiguas instalaciones de salinas. Realiza un recorrido de unos 37 km en dirección norte-sur hasta su desembocadura en el río Guadajoz aguas abajo del embalse de Vadomojón, si bien distintos autores consideran que el Guadajoz nace realmente en dicho embalse, por la confluencia del Salado de Priego con el río San Juan. 
Su principal afluente es el río Palancar, también llamado río Zagrilla. 

## Toponimia
Como su nombre indica, se trata de un río salino, es decir, la composición iónica de sus aguas está dominada por el cloruro sódico. En función de la salinidad de sus aguas y comunidades biológicas que presenta, se trataría de un río mesosalino (20-100 g/l). Ya los geógrafos hispano-árabes notaron que las aguas del Salado de Priego "tienen la cualidad de calcificarse en las orillas". Esta riqueza en sales minerales es debida a su filtración por la calizas de las Subbeticas y la infiltración por las margas y yesos del Trias.
El nombre árabe del Salado de Priego parece ser Wādī Šūš, según un texto del cronista andalusí Ibn al-Qutiyya, en el cual se alude a la cesión que uno de los hijos del visigodo Witiza hace a un jeque de los Banu Hazm en la zona.

## Fauna
El Salado de Priego es notable por acoger a una importante población endemismos coleópteros.